# Ewige Helden

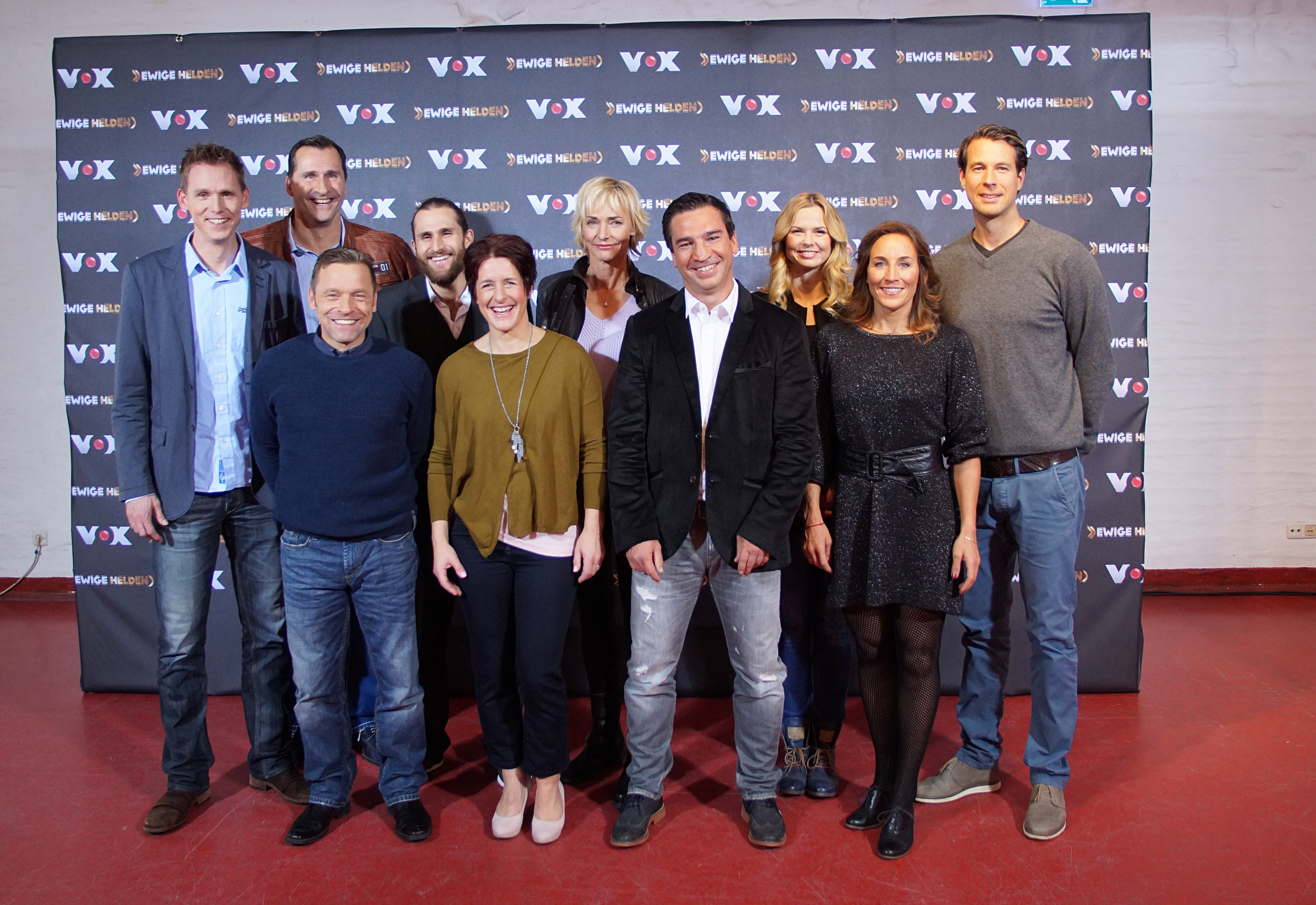
Die Teilnehmer der 1. Staffel

Ewige Helden ist eine auf VOX mehrfach ausgestrahlte Spielshow, bei der ehemalige Profiathleten in verschiedenen Wettkämpfen gegeneinander antreten. Vorbild der Show ist das erfolgreiche aus Belgien stammende Fernsehformat Eternal Glory.
Die Teilnehmer wohnen gemeinsam in einer Villa in Spanien, wo sie zusammen kochen, sich die Zimmer teilen und die Freizeit im Kollektiv verbringen. Neben den Wettkämpfen werden ausschnittweise Momente der einzelnen Karrieren gezeigt und die prominenten Sportler erzählen aus ihrem Leben und beantworten private Fragen.
Das Format ist in Deutschland von 2016 bis 2019 viermal jeweils zum Jahresanfang ausgestrahlt worden. Hinzu kam eine im Dezember 2018 ausgestrahlte Wintervariante.

## Erste Staffel
Die erste Staffel wurde in Andalusien gedreht und vom 16. Februar bis 22. März 2016 von dem Fernsehsender VOX ausgestrahlt. Ruth Moschner moderierte die erste Staffel. Sportwissenschaftler Daniel Gärtner gab als Experte Einschätzungen und Erläuterungen zu den in den Wettkämpfen geforderten Fähigkeiten.
Pro Folge traten die anfangs 10 Athleten in drei verschiedenen Wettkämpfen gegeneinander an. Der Sieger erhielt 15 Punkte, der Zweite 12 Punkte, der Dritte 10 Punkte, der Vierte 8 und Platz fünf bis zehn 6 Punkte bis 1 Punkt. Am Ende jeder Folge, mit Ausnahme der ersten, vorletzten und letzten, hatten die beiden letzten der Rangliste das sogenannte „Nightgame“ auszutragen. Der Verlierer musste die Staffel verlassen. In der Schlussfolge wurde zu Beginn das letzte „Nightgame“ ausgetragen, um die drei Finalisten zu ermitteln. Der Sieger erhielt einen großen Pokal. Der zweite und dritte Platz wurde nicht ausgespielt.
| Platz | Athlet          | Sportart       | Größter Erfolg                                                    |
| ----- | --------------- | -------------- | ----------------------------------------------------------------- |
| 1     | Frank Busemann  | Leichtathletik | olympische Silbermedaille im Zehnkampf 1996                       |
| 2     | Faris Al-Sultan | Triathlon      | Ironman-Weltmeister 2005                                          |
| 2     | Danny Ecker     | Leichtathletik | Bronzemedaille im Stabhochsprung bei den Weltmeisterschaften 2007 |
| 4     | Uschi Disl      | Biathlon       | mehrfache Weltmeisterin und Staffelolympiasiegerin 1998 und 2002  |
| 5     | Markus Beyer    | Boxen          | dreifacher WBC-Weltmeister im Supermittelgewicht                  |
| 6     | Lars Riedel     | Leichtathletik | Diskuswurfolympiasieger 1996                                      |
| 7     | Britta Steffen  | Schwimmen      | Olympiasiegerin 2008 über 50 und 100 Meter Freistil               |
| 8     | Nicola Thost    | Snowboard      | Halfpipe-Olympiasiegerin 1998                                     |
| 9     | Heike Drechsler | Leichtathletik | Weitsprungolympiasiegerin 1992 und 2000                           |
| 10    | Thomas Häßler   | Fußball        | Fußball-Weltmeister 1990                                          |

| Einschaltquoten | Einschaltquoten      | Einschaltquoten           | Einschaltquoten         | Einschaltquoten                  | Einschaltquoten                | Einschaltquoten | Einschaltquoten |
| Folge           | Erstausstrahlung     | Zuschauerzahl ab 3 Jahren | Marktanteil ab 3 Jahren | Zuschauerzahl 14- bis 49-Jährige | Marktanteil 14- bis 49-Jährige | Quelle          |                 |
| --------------- | -------------------- | ------------------------- | ----------------------- | -------------------------------- | ------------------------------ | --------------- | --------------- |
| Folge 1         | Di, 2. Februar 2016  | 1,45 Mio.                 | 4,3 %                   | 0,83 Mio.                        | 6,8 %                          | [ 4 ] [ 5 ]     |                 |
| Folge 2         | Di, 9. Februar 2016  | 1,35 Mio.                 | 3,9 %                   | 0,76 Mio.                        | 5,9 %                          | [ 6 ] [ 7 ]     |                 |
| Folge 3         | Di, 16. Februar 2016 | 1,32 Mio.                 | 4,1 %                   | 0,77 Mio.                        | 6,8 %                          | [ 8 ]           |                 |
| Folge 4         | Di, 23. Februar 2016 | 1,15 Mio.                 | 3,7 %                   | 0,57 Mio.                        | 5,4 %                          | [ 9 ]           |                 |
| Folge 5         | Di, 1. März 2016     | 1,62 Mio.                 | 5,2 %                   | 0,95 Mio.                        | 8,6 %                          | [ 10 ]          |                 |
| Folge 6         | Di, 8. März 2016     | 1,44 Mio.                 | 4,6 %                   | 0,83 Mio.                        | 7,5 %                          | [ 11 ]          |                 |
| Folge 7         | Di, 15. März 2016    | 1,48 Mio.                 | 4,6 %                   | 0,79 Mio.                        | 7,1 %                          | [ 12 ]          |                 |
| Folge 8         | Di, 22. März 2016    | 1,37 Mio.                 | 4,1 %                   | 0,69 Mio.                        | 6,2 %                          | [ 13 ]          |                 |

## Zweite Staffel
In der zweiten, ebenfalls von VOX gesendeten Staffel wurde eine Regeländerung vorgenommen: So waren alle acht Sportler bis zum Ende mit dabei, keiner schied mehr vorzeitig aus. Zudem wurde Moschner als Moderatorin entfernt, wie auch Gärtner. Sie war ebenfalls auf acht Folgen ausgelegt. Ursprünglich wollte auch Jürgen Hingsen antreten, musste aber auf Grund einer Verletzung absagen. Er wurde durch Björn Otto ersetzt. Die Staffel begann am 14. Februar 2017 und endete am 4. April 2017.
Als Spielleiter fungierte der ehemalige Skirennläufer Markus Wasmeier, Sportreporter Marco Hagemann kommentierte die Spiele.
Pro Folge traten die Athleten in drei verschiedenen Wettkämpfen einzeln oder im Team gegeneinander an. Für den Sieg gab es 8 Punkte bis zu 1 Punkt für den letzten Platz und 0 Punkte bei erfolgloser Wettkampfteilnahme. Die gesammelten Punkte wurden addiert und von Episode zu Episode mitgenommen. Die drei Sportler, die nach acht Wochen die Tabelle anführten, kamen ins Finale. Neu war das „Heimspiel“, bei dem jeder Teilnehmer einmal eine Disziplin aussuchen konnte, in der gegeneinander angetreten wurde. Der Wochensieger erhielt eine Medaille. Der Sieger bekam einen großen Pokal.
| Platz | Athlet                  | Sportart                 | Größter Erfolg                                                                                      |
| ----- | ----------------------- | ------------------------ | --------------------------------------------------------------------------------------------------- |
| 1     | Björn Otto              | Stabhochsprung           | Olympische Silbermedaille 2012                                                                      |
| 2     | Evi Sachenbacher-Stehle | Skilanglauf und Biathlon | Weltmeisterin 2003, Olympiasiegerin 2002 und 2010                                                   |
| 3     | Fanny Cihlar            | Hockey                   | Olympiasiegerin 2004                                                                                |
| 4     | Nils Schumann           | Leichtathletik           | Olympiasieger 2000                                                                                  |
| 5     | Fabian Hambüchen        | Kunstturnen              | Olympiasieger 2016, Weltmeister 2007                                                                |
| 6     | Julius Brink            | Beachvolleyball          | Weltmeister 2009 und Olympiasieger 2012                                                             |
| 7     | Silke Kraushaar-Pielach | Rennrodeln               | Weltmeisterin 2000, 2001, 2004, 2007 und Olympiasiegerin 1998                                       |
| 8     | Tanja Szewczenko        | Eiskunstlauf             | Deutsche Meisterin 1994, 1995, 1998, Dritte Europameisterschaften 1998 und Weltmeisterschaften 1994 |

| Einschaltquoten | Einschaltquoten      | Einschaltquoten           | Einschaltquoten         | Einschaltquoten                  | Einschaltquoten                | Einschaltquoten | Einschaltquoten |
| Folge           | Erstausstrahlung     | Zuschauerzahl ab 3 Jahren | Marktanteil ab 3 Jahren | Zuschauerzahl 14- bis 49-Jährige | Marktanteil 14- bis 49-Jährige | Quelle          |                 |
| --------------- | -------------------- | ------------------------- | ----------------------- | -------------------------------- | ------------------------------ | --------------- | --------------- |
| Folge 1         | Di, 14. Februar 2017 | 1,63 Mio.                 | 5,2 %                   | 0,95 Mio.                        | 9,0 %                          | [ 16 ] [ 17 ]   |                 |
| Folge 2         | Di, 21. Februar 2017 | 1,37 Mio.                 | 4,4 %                   | 0,75 Mio.                        | 7,4 %                          | [ 17 ]          |                 |
| Folge 3         | Di, 28. Februar 2017 | 1,43 Mio.                 | 4,6 %                   | 0,76 Mio.                        | 7,2 %                          | [ 17 ]          |                 |
| Folge 4         | Di, 7. März 2017     | 1,70 Mio.                 | 5,5 %                   | 0,97 Mio.                        | 9,2 %                          | [ 17 ]          |                 |
| Folge 5         | Di, 14. März 2017    | 1,65 Mio.                 | 5,5 %                   | 0,93 Mio.                        | 9,3 %                          | [ 17 ]          |                 |
| Folge 6         | Di, 21. März 2017    | 1,58 Mio.                 | 5,0 %                   | 0,92 Mio.                        | 8,7 %                          | [ 17 ]          |                 |
| Folge 7         | Di, 28. März 2017    | 1,53 Mio.                 | 5,1 %                   | 0,83 Mio.                        | 8,6 %                          | [ 17 ]          |                 |
| Folge 8         | Di, 4. April 2017    | 1,44 Mio.                 | 5,1 %                   | 0,76 Mio.                        | 8,2 %                          | [ 17 ]          |                 |

## Dritte Staffel
Schon vor Ausstrahlung der Finalfolge der 2. Staffel stellte VOX eine weitere Staffel in Aussicht. Diese begann am 30. Januar 2018 und war auf acht Folgen ausgelegt. Wie in der zweiten Staffel waren alle acht Sportler bis zum Ende mit dabei.
Wiederum fungierten der ehemalige Skirennläufer Markus Wasmeier als Spielleiter und Marco Hagemann als Kommentator der Spiele.
Erneut traten pro Folge die Athleten in drei verschiedenen Wettkämpfen einzeln oder im Team gegeneinander an. Für den Sieg gab es 8 Punkte bis zu 1 Punkt für den letzten Platz und 0 Punkte bei erfolgloser Wettkampfteilnahme. Die gesammelten Punkte wurden addiert und von Episode zu Episode mitgenommen. Die drei Sportler, die nach acht Wochen die Tabelle anführten, kamen ins Finale. Auch diesmal gab es das „Heimspiel“, bei dem jeder Teilnehmer einmal eine Disziplin aussuchen konnte, in der gegeneinander angetreten wurde. Der Wochensieger erhielt eine Medaille. Der Gesamtsieger bekam einen großen Pokal.
Ausgetragen wurden auch in dieser Staffel 24 Wettkämpfe, von denen 16 den Teilnehmern bekannt waren und sie sich vorbereiten konnten. Die übrigen acht bildeten die „Heimspiel“-Wettkämpfe, die sich jeweils einer der Teilnehmer aussuchen konnte und in dem er seine persönliche Stärke vermutete.
Das Wettkampfquartier war eine Villa in Sotogrande.
| Platz | Athlet            | Sportart                   | Größte Erfolge |
| ----- | ----------------- | -------------------------- | --- |
| 1     | Sascha Klein      | Wasserspringen             | Olympische Silbermedaille 2008, Weltmeister 2013 und elfmaliger Europameister                                                                                    |
| 2     | Philipp Boy       | Kunstturnen                | Vizeweltmeister 2010 und 2011, Europameister 2010 und 2011, Vizeeuropameister 2008 und 2011 sowie weitere Medaillen                                              |
| 3     | Moritz Fürste     | Hockey                     | Olympiasieger 2008 und 2012, Weltmeister 2006, 2007 und 2011, Europameister 2011, 2013 und 2014                                                                  |
| 4     | Pascal Hens       | Handball                   | Weltmeister 2007, Europameister 2004 und Champions-League-Sieger 2012/13                                                                                         |
| 4     | Célia Šašić       | Fußball                    | Olympische Bronzemedaille 2008, Europameisterin 2009 und 2013, Champions-League-Siegerin 2015, DFB-Pokal-Siegerin 2014, Algarve-Cup-Siegerin 2006, 2012 und 2014 |
| 6     | Jennifer Oeser    | Siebenkampf                | Vizeweltmeisterin 2009 und 2011, U23-Europameisterin und Deutsche Meisterin 2006                                                                                 |
| 7     | Hilde Gerg        | Skirennlauf                | Olympiasiegerin 1998 und Weltmeisterin 2005 |
| 8     | Magdalena Brzeska | Rhythmische Sportgymnastik | 26 Deutsche Meistertitel |

| Einschaltquoten | Einschaltquoten      | Einschaltquoten           | Einschaltquoten         | Einschaltquoten                  | Einschaltquoten                | Einschaltquoten | Einschaltquoten |
| Folge           | Erstausstrahlung     | Zuschauerzahl ab 3 Jahren | Marktanteil ab 3 Jahren | Zuschauerzahl 14- bis 49-Jährige | Marktanteil 14- bis 49-Jährige | Quelle          |                 |
| --------------- | -------------------- | ------------------------- | ----------------------- | -------------------------------- | ------------------------------ | --------------- | --------------- |
| Folge 1         | Di, 30. Januar 2018  | 1,34 Mio.                 | 4,5 %                   | 0,71 Mio.                        | 7,4 %                          | [ 17 ]          |                 |
| Folge 2         | Di, 6. Februar 2018  | 1,39 Mio.                 | 4,5 %                   | 0,69 Mio.                        | 7,0 %                          | [ 17 ]          |                 |
| Folge 3         | Di, 13. Februar 2018 | 1,68 Mio.                 | 5,3 %                   | 0,86 Mio.                        | 8,5 %                          | [ 17 ]          |                 |
| Folge 4         | Di, 20. Februar 2018 | 1,39 Mio.                 | 4,3 %                   | 0,84 Mio.                        | 7,7 %                          | [ 17 ]          |                 |
| Folge 5         | Di, 27. Februar 2018 | 1,41 Mio.                 | 4,5 %                   | 0,79 Mio.                        | 7,8 %                          | [ 17 ]          |                 |
| Folge 6         | Di, 6. März 2018     | 1,37 Mio.                 | 4,4 %                   | 0,73 Mio.                        | 7,1 %                          | [ 17 ]          |                 |
| Folge 7         | Di, 13. März 2018    | 1,41 Mio.                 | 4,7 %                   | 0,73 Mio.                        | 7,6 %                          | [ 17 ]          |                 |
| Folge 8         | Di, 20. März 2018    | 1,53 Mio.                 | 5,5 %                   | 0,82 Mio.                        | 9,0 %                          | [ 17 ]          |                 |

## Vierte Staffel
Am 21. März 2018 kündigte VOX für das Frühjahr 2019 eine 4. Staffel an. Die Ausstrahlung lief vom 19. Februar bis 9. April 2019 und umfasste acht Folgen.
Teilnehmer waren Skispringer Sven Hannawald, Gewichtheber Matthias Steiner, Biathletin Andrea Henkel, Boxerin Susi Kentikian, Degenfechterin Britta Heidemann, Handballspielerin Nadine Krause, Eishockeyspieler Christian Ehrhoff und Bobsportler Kevin Kuske. Wie in der zweiten und dritten Staffel blieben alle acht Sportler bis zum Ende mit dabei.
Wiederum fungierten Markus Wasmeier als Spielleiter und Marco Hagemann als Kommentator der Spiele.
Erneut traten pro Folge die Athleten in drei verschiedenen Wettkämpfen einzeln oder im Team gegeneinander an. Für den Sieg gab es 8 Punkte bis zu 1 Punkt für den letzten Platz und 0 Punkte bei erfolgloser Wettkampfteilnahme. Die gesammelten Punkte wurden addiert und von Episode zu Episode mitgenommen. In der vierten Staffen kamen die vier Sportler, die nach acht Wochen die Tabelle anführten, ins Finale. Weiterhin gab es das „Heimspiel“, ein von einem Teilnehmer gestalteten Wettkampf, in dem er seine persönliche Stärke vermutete. Neu waren Zweikämpfe, in denen nur der jeweilige Sieger weiterkam. Wiederum erhielt der jeweilige Wochensieger eine Medaille. 
Ausgetragen wurden auch diesmal 24 Wettkämpfe, von denen 16 den Teilnehmern vorab bekannt waren auf die sie sich vorbereiten konnten. Die übrigen acht waren die „Heimspiele“.
Das Wettkampfquartier war erneut die Villa in Sotogrande.
| Platz | Athlet            | Sportart     | Größte Erfolge |
| ----- | ----------------- | ------------ | --- |
| 1     | Sven Hannawald    | Skispringen  | Olympiasieger 2002, Weltmeister 1999 und 2001, Skiflugweltmeister 2000 und 2002, Sieger Vierschanzentournee 2001/02          |
| 2     | Andrea Henkel     | Biathlon     | Doppelolympiasiegerin 2002, 8-fache Biathlon-Weltmeisterin                                                                   |
| 3     | Christian Ehrhoff | Eishockey    | Olympische Silbermedaille 2018                                                                                               |
| 3     | Britta Heidemann  | Degenfechten | Olympiasiegerin 2008, Weltmeisterin 2007 und Europameisterin 2009                                                            |
| 5     | Matthias Steiner  | Gewichtheben | Olympiasieger 2008, Weltmeister 2010 und Europameister 2008                                                                  |
| 6     | Nadine Krause     | Handball     | Bronzemedaille Weltmeisterschaft 2007, Europapokalsiegerin 2009, Deutsche Pokalsiegerin 2002 und Dänische Pokalsiegerin 2010 |
| 7     | Susi Kentikian    | Boxen        | Weltmeisterin WBA, WIBF und WBO                                                                                              |
| 8     | Kevin Kuske       | Bobsport     | 4-facher Olympiasieger, 7-facher Welt- und 6-facher Europameister                                                            |

| Einschaltquoten | Einschaltquoten      | Einschaltquoten           | Einschaltquoten         | Einschaltquoten                  | Einschaltquoten                | Einschaltquoten | Einschaltquoten |
| Folge           | Erstausstrahlung     | Zuschauerzahl ab 3 Jahren | Marktanteil ab 3 Jahren | Zuschauerzahl 14- bis 49-Jährige | Marktanteil 14- bis 49-Jährige | Quelle          |                 |
| --------------- | -------------------- | ------------------------- | ----------------------- | -------------------------------- | ------------------------------ | --------------- | --------------- |
| Folge 1         | Di, 19. Februar 2019 | 1,21 Mio.                 | 4,1 %                   | 0,60 Mio.                        | 6,6 %                          | [ 17 ]          |                 |
| Folge 2         | Di, 26. Februar 2019 | 1,19 Mio.                 | 4,1 %                   | 0,54 Mio.                        | 6,4 %                          | [ 17 ]          |                 |
| Folge 3         | Di, 5. März 2019     | 1,18 Mio.                 | 4,0 %                   | 0,49 Mio.                        | 5,6 %                          | [ 17 ]          |                 |
| Folge 4         | Di, 12. März 2019    | 1,19 Mio.                 | 4,0 %                   | 0,60 Mio.                        | 6,6 %                          | [ 17 ]          |                 |
| Folge 5         | Di, 19. März 2019    | 1,37 Mio.                 | 4,7 %                   | 0,65 Mio.                        | 7,4 %                          | [ 17 ]          |                 |
| Folge 6         | Di, 26. März 2019    | 1,45 Mio.                 | 4,8 %                   | 0,73 Mio.                        | 7,7 %                          | [ 17 ]          |                 |
| Folge 7         | Di, 2. April 2019    | 1,29 Mio.                 | 4,3 %                   | 0,59 Mio.                        | 6,5 %                          | [ 17 ]          |                 |
| Folge 8         | Di, 9. April 2019    | 1,36 Mio.                 | 5,0 %                   | 0,63 Mio.                        | 7,6 %                          | [ 17 ]          |                 |

## Die Winterspiele
Für den Winter 2018 kündigte VOX schon einen Tag nach Ende der 3. Staffel von „Ewige Helden“ eine vierte Staffel und das Special Die Winterspiele an, in dem acht Sportler aus Staffel 2 und 3 in Lappland gegeneinander antreten. Ab dem 4. Dezember 2018 konkurrierten acht der bisherigen „Ewige Helden“-Teilnehmer in acht Wettkämpfen in drei Folgen bei Winterwettkämpfen, um auch unter extremen Bedingungen ihre sportliche Vielseitigkeit unter Beweis zu stellen. Die Wettkämpfe fanden im finnischen Kuusamo (Skisportzentrum Ruka) bei bis zu −25 Grad Celsius statt.
Der ehemalige Skirennläufer Markus Wasmeier war auch hier Spielleiter, und Marco Hagemann kommentierte wieder die Wettkämpfe.
Weiterhin erhielt der jeweilige Wochensieger eine Medaille. Philipp Boy erkämpfte sich alle drei Wochensieg-Medaillen.
| Platz | Athlet                  | Sportart                   | Größte Erfolge |
| ----- | ----------------------- | -------------------------- | --- |
| 1     | Evi Sachenbacher-Stehle | Skilanglauf und Biathlon   | Weltmeisterin 2003, Olympiasiegerin 2002 und 2010                                                                   |
| 2     | Jennifer Oeser          | Siebenkampf                | Vizeweltmeisterin 2009 und 2011, U23-Europameisterin und Deutsche Meisterin 2006                                    |
| 3     | Philipp Boy             | Kunstturnen                | Vizeweltmeister 2010 und 2011, Europameister 2010 und 2011, Vizeeuropameister 2008 und 2011 sowie weitere Medaillen |
| 4     | Pascal Hens             | Handball                   | Weltmeister 2007, Europameister 2004 und Champions-League-Sieger 2012/13                                            |
| 5     | Julius Brink            | Beachvolleyball            | Weltmeister 2009 und Olympiasieger 2012                                                                             |
| 6     | Sascha Klein            | Wasserspringen             | Olympische Silbermedaille 2008, Weltmeister 2013 und elfmaliger Europameister                                       |
| 7     | Hilde Gerg              | Skirennlauf                | Olympiasiegerin 1998 und Weltmeisterin 2005                                                                         |
| 8     | Magdalena Brzeska       | Rhythmische Sportgymnastik | 26 Deutsche Meistertitel                                                                                            |

| Einschaltquoten | Einschaltquoten       | Einschaltquoten           | Einschaltquoten         | Einschaltquoten                  | Einschaltquoten                | Einschaltquoten | Einschaltquoten |
| Folge           | Erstausstrahlung      | Zuschauerzahl ab 3 Jahren | Marktanteil ab 3 Jahren | Zuschauerzahl 14- bis 49-Jährige | Marktanteil 14- bis 49-Jährige | Quelle          |                 |
| --------------- | --------------------- | ------------------------- | ----------------------- | -------------------------------- | ------------------------------ | --------------- | --------------- |
| Folge 1         | Di, 4. Dezember 2018  | 1,09 Mio.                 | 3,7 %                   | 0,52 Mio.                        | 5,7 %                          | [ 24 ]          |                 |
| Folge 2         | Di, 11. Dezember 2018 | 0,90 Mio.                 | 3,1 %                   | 0,41 Mio.                        | 4,6 %                          | [ 24 ]          |                 |
| Folge 3         | Di, 18. Dezember 2018 | 1,13 Mio.                 | 3,8 %                   | 0,56 Mio.                        | 6,0 %                          | [ 24 ]          |                 |